# Thelymitra sargentii
Thelymitra sargentii là một loài thực vật có hoa trong họ Lan. Loài này được R.S.Rogers miêu tả khoa học đầu tiên năm 1930.